# Hadena rivosa
Hadena rivosa là một loài bướm đêm trong họ Noctuidae.